# Nebelhöhle
Nebelhöhle – jaskinia krasowa w południowych Niemczech.
W Nebelhöhle występuje ciąg 5 obszernych komór, korytarzy o rozwinięciu poziomym oraz bogata szata naciekowa.